# Yuta Wakimoto
Yuta Wakimoto –em japonês, 脇本雄太, Wakimoto Yuta– (Fukui, 21 de março de 1989) é um desportista japonês que compete no ciclismo na modalidade de pista.
Ganhou duas medalhas de prata no Campeonato Mundial de Ciclismo em Pista, nos anos 2018 e 2020, ambas na prova de keirin.

## Medalheiro internacional
| Campeonato Mundial | Campeonato Mundial         | Campeonato Mundial | Campeonato Mundial |
| Ano                | Lugar                      | Medalha            | Competição         |
| ------------------ | -------------------------- | ------------------ | ------------------ |
| 2018               | Apeldoorn ( Países Baixos) | Medalha de prata   | Keirin             |
| 2020               | Berlim ( Alemanha)         | Medalha de prata   | Keirin             |